# Концепция тройного критерия
 Концепция тройного критерия (англ. Triple bottom line, TBL или 3BL) — концепция выстраивания бизнеса, согласно которой предприниматели и менеджеры должны принимать в расчет не только финансовые показатели, но также социальные и экологические результаты деятельности компании. Согласно концепции бизнес строится на «трех столпах устойчивого развития» — это планета, люди и прибыль. Используется не только как инструмент менеджмента, но и как инструмент ведения бухгалтерского учета.
Применение TBL в качестве управленческого инструмента сталкивается с рядом трудностей. Прежде всего, они связаны с тем, что экологические издержки и тем более приобретения трудно выделить и квантифицировать. Кроме того, пока реальный размер издержек не вскрыт (например, точная калькуляция издержек от сброса токсичных отходов измеряемая в долгосрочной перспективе) затраты на предотвращение этих издержек могут негативно восприниматься менеджментом. В отличие от правил финансового аудита, полностью стандартизированных и, как правило, заданных компании извне, единых стандартов учета социальной ответственности пока не существует. В отсутствие единых стандартов распространено множество более узких критериев, причем лишь единицы из них в той или иной степени успешно объединяют социальные и экологические аспекты ответственности, большинство сосредотачивается на природоохранной проблематике.
Концепция выведена в 1994 году американским экономистом и предпринимателем Джоном Элкингтоном.